# Költőtáskás levelibéka
A költőtáskás levelibéka (Gastrotheca marsupiata) a kétéltűek (Amphibia) osztályának békák (Anura) rendjébe, ezen belül az erszényesbéka-félék (Amphignathodontidae) családjába tartozó faj.

## Előfordulása
Bolívia és Peru esőerdőiben és az Andok fennsíkjain él több mint 4000 méteres magasságig.

## Megjelenése
Az állat hossza 2-5 centiméter. Más kétéltűekhez hasonlóan bőre bizonyos mértékben átereszti a vizet, ezért a békának nedves és árnyékos helyre van szüksége ahhoz, hogy ne száradjon ki. Hátán zöld vagy barna rajzolat van, ami jó álcázást biztosít az erdőben. Csak a nőstény rendelkezik költőtáskával. A költőtáska a háton található. A párzási időszakon kívül csak keskeny nyílás látszik a hátán. Amikor a megtermékenyített peték fejlődnek benne, megduzzad. Ilyenkor a nőstény felfúvódottnak látszik. A hosszú lábujjain található tapadókorongok segítségével tud megkapaszkodni a leveleken és az ágakon.

## Életmódja
A költőtáskás levelibéka rendszerint magányos és éjjel aktív. A kifejlett béka tápláléka rovarok és egyéb apró állatok, míg az ebihalak csak algát legelnek.

## Szaporodása
A párzási időszak az esős évszakban van. Amikor a nőstény kész a peterakásra, hívogatva közelít a hímhez. Párzás után a nőstény 4-200 petéjét berakja a költőtáskába. Amikor az utódok már eléggé kifejlődtek, a nőstény kinyitja költőtáskáját, és kiengedi őket. Az ebihalak 3-4 hónap elteltével hagyják el a költőtáskát. Az ebihalak „születésekor” a nőstény úgy választja meg a helyét, hogy az ebihalak egyenesen a vízbe essenek.